# Boris Andreevič Sacharov
Boris Andreevič Sacharov, noto anche con la grafia Boris Sakharov (Борис Андреевич Сахаров; San Pietroburgo, 28 marzo 1914 – Mosca, 12 aprile 1973), è stato un ingegnere e compositore di scacchi russo.

## Biografia
Laureato in ingegneria chimica all'Università Lomonosov di Mosca, era un grande esperto nella produzione di materiali semiconduttori e metalli di elevata purezza. Dal 1963 al 1973 fu direttore dell'Istituto Statale di Ricerche Metallurgiche di Mosca (noto con l'acronimo "Giredmet").
Per i suoi contributi scientifici ha ricevuto vari riconoscimenti, tra cui il Premio Lenin (1964) ed è stato eletto membro dell'Accademia Sovietica delle Scienze (1970).
Boris Sacharov è stato anche un compositore di studi di scacchi di primissimo livello. Dal 1935 ha pubblicato circa 70 studi (alcuni in collaborazione con Anatolij Kuznecov), ottenendo numerosi riconoscimenti e diversi primi premi. Era un seguace dello stile di composizione di Mark Liburkin.
È stato presidente della commissione centrale per la composizione scacchistica della Federazione sovietica degli scacchi dal 1965 al 1972 e vice presidente della PCCC (Commissione Permanente per la composizione scacchistica) dal 1963 al 1973.
Nel 1956 La FIDE gli ha attribuito il titolo di Giudice Internazionale per la composizIone. 
Era anche un buon giocatore a tavolino, ma non partecipò mai a tornei importanti. Ha comunque al suo attivo una patta contro Viktor Korčnoj.
Due suoi studi:
|   | a | b | c | d | e | f | g | h |   |
| 8 | c6 pedone del nero · g5 cavallo del bianco · a4 re del nero · b4 pedone del bianco · h4 torre del nero · d3 re del bianco · b1 torre del bianco | c6 pedone del nero · g5 cavallo del bianco · a4 re del nero · b4 pedone del bianco · h4 torre del nero · d3 re del bianco · b1 torre del bianco | c6 pedone del nero · g5 cavallo del bianco · a4 re del nero · b4 pedone del bianco · h4 torre del nero · d3 re del bianco · b1 torre del bianco | c6 pedone del nero · g5 cavallo del bianco · a4 re del nero · b4 pedone del bianco · h4 torre del nero · d3 re del bianco · b1 torre del bianco | c6 pedone del nero · g5 cavallo del bianco · a4 re del nero · b4 pedone del bianco · h4 torre del nero · d3 re del bianco · b1 torre del bianco | c6 pedone del nero · g5 cavallo del bianco · a4 re del nero · b4 pedone del bianco · h4 torre del nero · d3 re del bianco · b1 torre del bianco | c6 pedone del nero · g5 cavallo del bianco · a4 re del nero · b4 pedone del bianco · h4 torre del nero · d3 re del bianco · b1 torre del bianco | c6 pedone del nero · g5 cavallo del bianco · a4 re del nero · b4 pedone del bianco · h4 torre del nero · d3 re del bianco · b1 torre del bianco | 8 |
| 7 | c6 pedone del nero · g5 cavallo del bianco · a4 re del nero · b4 pedone del bianco · h4 torre del nero · d3 re del bianco · b1 torre del bianco | c6 pedone del nero · g5 cavallo del bianco · a4 re del nero · b4 pedone del bianco · h4 torre del nero · d3 re del bianco · b1 torre del bianco | c6 pedone del nero · g5 cavallo del bianco · a4 re del nero · b4 pedone del bianco · h4 torre del nero · d3 re del bianco · b1 torre del bianco | c6 pedone del nero · g5 cavallo del bianco · a4 re del nero · b4 pedone del bianco · h4 torre del nero · d3 re del bianco · b1 torre del bianco | c6 pedone del nero · g5 cavallo del bianco · a4 re del nero · b4 pedone del bianco · h4 torre del nero · d3 re del bianco · b1 torre del bianco | c6 pedone del nero · g5 cavallo del bianco · a4 re del nero · b4 pedone del bianco · h4 torre del nero · d3 re del bianco · b1 torre del bianco | c6 pedone del nero · g5 cavallo del bianco · a4 re del nero · b4 pedone del bianco · h4 torre del nero · d3 re del bianco · b1 torre del bianco | c6 pedone del nero · g5 cavallo del bianco · a4 re del nero · b4 pedone del bianco · h4 torre del nero · d3 re del bianco · b1 torre del bianco | 7 |
| 6 | c6 pedone del nero · g5 cavallo del bianco · a4 re del nero · b4 pedone del bianco · h4 torre del nero · d3 re del bianco · b1 torre del bianco | c6 pedone del nero · g5 cavallo del bianco · a4 re del nero · b4 pedone del bianco · h4 torre del nero · d3 re del bianco · b1 torre del bianco | c6 pedone del nero · g5 cavallo del bianco · a4 re del nero · b4 pedone del bianco · h4 torre del nero · d3 re del bianco · b1 torre del bianco | c6 pedone del nero · g5 cavallo del bianco · a4 re del nero · b4 pedone del bianco · h4 torre del nero · d3 re del bianco · b1 torre del bianco | c6 pedone del nero · g5 cavallo del bianco · a4 re del nero · b4 pedone del bianco · h4 torre del nero · d3 re del bianco · b1 torre del bianco | c6 pedone del nero · g5 cavallo del bianco · a4 re del nero · b4 pedone del bianco · h4 torre del nero · d3 re del bianco · b1 torre del bianco | c6 pedone del nero · g5 cavallo del bianco · a4 re del nero · b4 pedone del bianco · h4 torre del nero · d3 re del bianco · b1 torre del bianco | c6 pedone del nero · g5 cavallo del bianco · a4 re del nero · b4 pedone del bianco · h4 torre del nero · d3 re del bianco · b1 torre del bianco | 6 |
| 5 | c6 pedone del nero · g5 cavallo del bianco · a4 re del nero · b4 pedone del bianco · h4 torre del nero · d3 re del bianco · b1 torre del bianco | c6 pedone del nero · g5 cavallo del bianco · a4 re del nero · b4 pedone del bianco · h4 torre del nero · d3 re del bianco · b1 torre del bianco | c6 pedone del nero · g5 cavallo del bianco · a4 re del nero · b4 pedone del bianco · h4 torre del nero · d3 re del bianco · b1 torre del bianco | c6 pedone del nero · g5 cavallo del bianco · a4 re del nero · b4 pedone del bianco · h4 torre del nero · d3 re del bianco · b1 torre del bianco | c6 pedone del nero · g5 cavallo del bianco · a4 re del nero · b4 pedone del bianco · h4 torre del nero · d3 re del bianco · b1 torre del bianco | c6 pedone del nero · g5 cavallo del bianco · a4 re del nero · b4 pedone del bianco · h4 torre del nero · d3 re del bianco · b1 torre del bianco | c6 pedone del nero · g5 cavallo del bianco · a4 re del nero · b4 pedone del bianco · h4 torre del nero · d3 re del bianco · b1 torre del bianco | c6 pedone del nero · g5 cavallo del bianco · a4 re del nero · b4 pedone del bianco · h4 torre del nero · d3 re del bianco · b1 torre del bianco | 5 |
| 4 | c6 pedone del nero · g5 cavallo del bianco · a4 re del nero · b4 pedone del bianco · h4 torre del nero · d3 re del bianco · b1 torre del bianco | c6 pedone del nero · g5 cavallo del bianco · a4 re del nero · b4 pedone del bianco · h4 torre del nero · d3 re del bianco · b1 torre del bianco | c6 pedone del nero · g5 cavallo del bianco · a4 re del nero · b4 pedone del bianco · h4 torre del nero · d3 re del bianco · b1 torre del bianco | c6 pedone del nero · g5 cavallo del bianco · a4 re del nero · b4 pedone del bianco · h4 torre del nero · d3 re del bianco · b1 torre del bianco | c6 pedone del nero · g5 cavallo del bianco · a4 re del nero · b4 pedone del bianco · h4 torre del nero · d3 re del bianco · b1 torre del bianco | c6 pedone del nero · g5 cavallo del bianco · a4 re del nero · b4 pedone del bianco · h4 torre del nero · d3 re del bianco · b1 torre del bianco | c6 pedone del nero · g5 cavallo del bianco · a4 re del nero · b4 pedone del bianco · h4 torre del nero · d3 re del bianco · b1 torre del bianco | c6 pedone del nero · g5 cavallo del bianco · a4 re del nero · b4 pedone del bianco · h4 torre del nero · d3 re del bianco · b1 torre del bianco | 4 |
| 3 | c6 pedone del nero · g5 cavallo del bianco · a4 re del nero · b4 pedone del bianco · h4 torre del nero · d3 re del bianco · b1 torre del bianco | c6 pedone del nero · g5 cavallo del bianco · a4 re del nero · b4 pedone del bianco · h4 torre del nero · d3 re del bianco · b1 torre del bianco | c6 pedone del nero · g5 cavallo del bianco · a4 re del nero · b4 pedone del bianco · h4 torre del nero · d3 re del bianco · b1 torre del bianco | c6 pedone del nero · g5 cavallo del bianco · a4 re del nero · b4 pedone del bianco · h4 torre del nero · d3 re del bianco · b1 torre del bianco | c6 pedone del nero · g5 cavallo del bianco · a4 re del nero · b4 pedone del bianco · h4 torre del nero · d3 re del bianco · b1 torre del bianco | c6 pedone del nero · g5 cavallo del bianco · a4 re del nero · b4 pedone del bianco · h4 torre del nero · d3 re del bianco · b1 torre del bianco | c6 pedone del nero · g5 cavallo del bianco · a4 re del nero · b4 pedone del bianco · h4 torre del nero · d3 re del bianco · b1 torre del bianco | c6 pedone del nero · g5 cavallo del bianco · a4 re del nero · b4 pedone del bianco · h4 torre del nero · d3 re del bianco · b1 torre del bianco | 3 |
| 2 | c6 pedone del nero · g5 cavallo del bianco · a4 re del nero · b4 pedone del bianco · h4 torre del nero · d3 re del bianco · b1 torre del bianco | c6 pedone del nero · g5 cavallo del bianco · a4 re del nero · b4 pedone del bianco · h4 torre del nero · d3 re del bianco · b1 torre del bianco | c6 pedone del nero · g5 cavallo del bianco · a4 re del nero · b4 pedone del bianco · h4 torre del nero · d3 re del bianco · b1 torre del bianco | c6 pedone del nero · g5 cavallo del bianco · a4 re del nero · b4 pedone del bianco · h4 torre del nero · d3 re del bianco · b1 torre del bianco | c6 pedone del nero · g5 cavallo del bianco · a4 re del nero · b4 pedone del bianco · h4 torre del nero · d3 re del bianco · b1 torre del bianco | c6 pedone del nero · g5 cavallo del bianco · a4 re del nero · b4 pedone del bianco · h4 torre del nero · d3 re del bianco · b1 torre del bianco | c6 pedone del nero · g5 cavallo del bianco · a4 re del nero · b4 pedone del bianco · h4 torre del nero · d3 re del bianco · b1 torre del bianco | c6 pedone del nero · g5 cavallo del bianco · a4 re del nero · b4 pedone del bianco · h4 torre del nero · d3 re del bianco · b1 torre del bianco | 2 |
| 1 | c6 pedone del nero · g5 cavallo del bianco · a4 re del nero · b4 pedone del bianco · h4 torre del nero · d3 re del bianco · b1 torre del bianco | c6 pedone del nero · g5 cavallo del bianco · a4 re del nero · b4 pedone del bianco · h4 torre del nero · d3 re del bianco · b1 torre del bianco | c6 pedone del nero · g5 cavallo del bianco · a4 re del nero · b4 pedone del bianco · h4 torre del nero · d3 re del bianco · b1 torre del bianco | c6 pedone del nero · g5 cavallo del bianco · a4 re del nero · b4 pedone del bianco · h4 torre del nero · d3 re del bianco · b1 torre del bianco | c6 pedone del nero · g5 cavallo del bianco · a4 re del nero · b4 pedone del bianco · h4 torre del nero · d3 re del bianco · b1 torre del bianco | c6 pedone del nero · g5 cavallo del bianco · a4 re del nero · b4 pedone del bianco · h4 torre del nero · d3 re del bianco · b1 torre del bianco | c6 pedone del nero · g5 cavallo del bianco · a4 re del nero · b4 pedone del bianco · h4 torre del nero · d3 re del bianco · b1 torre del bianco | c6 pedone del nero · g5 cavallo del bianco · a4 re del nero · b4 pedone del bianco · h4 torre del nero · d3 re del bianco · b1 torre del bianco | 1 |
|   | a | b | c | d | e | f | g | h |   |

Soluzione:
1. Cе4 Rа3  2. Cd2!  (2. Rс3? Th3+ 3. Rс2 Th2+ 4. Cd2 Th3! =)  

2. … Txb4  3. Cс4+ Rа4  4. Tа1+ Rb5 (b3)  5. Tа5 (а3)#
1. … Tg4  2. Rс3! Txе4  3. b5 Tе8  4. b6 Rа5  5. b7 Tb8 

|   | a | b | c | d | e | f | g | h |   |
| 8 | d8 cavallo del bianco · g7 pedone del nero · a6 pedone del nero · e6 pedone del bianco · f5 pedone del nero · h5 donna del nero · c4 re del bianco · e4 re del nero · f4 cavallo del nero · e3 alfiere del nero · h3 cavallo del bianco · f1 donna del bianco | d8 cavallo del bianco · g7 pedone del nero · a6 pedone del nero · e6 pedone del bianco · f5 pedone del nero · h5 donna del nero · c4 re del bianco · e4 re del nero · f4 cavallo del nero · e3 alfiere del nero · h3 cavallo del bianco · f1 donna del bianco | d8 cavallo del bianco · g7 pedone del nero · a6 pedone del nero · e6 pedone del bianco · f5 pedone del nero · h5 donna del nero · c4 re del bianco · e4 re del nero · f4 cavallo del nero · e3 alfiere del nero · h3 cavallo del bianco · f1 donna del bianco | d8 cavallo del bianco · g7 pedone del nero · a6 pedone del nero · e6 pedone del bianco · f5 pedone del nero · h5 donna del nero · c4 re del bianco · e4 re del nero · f4 cavallo del nero · e3 alfiere del nero · h3 cavallo del bianco · f1 donna del bianco | d8 cavallo del bianco · g7 pedone del nero · a6 pedone del nero · e6 pedone del bianco · f5 pedone del nero · h5 donna del nero · c4 re del bianco · e4 re del nero · f4 cavallo del nero · e3 alfiere del nero · h3 cavallo del bianco · f1 donna del bianco | d8 cavallo del bianco · g7 pedone del nero · a6 pedone del nero · e6 pedone del bianco · f5 pedone del nero · h5 donna del nero · c4 re del bianco · e4 re del nero · f4 cavallo del nero · e3 alfiere del nero · h3 cavallo del bianco · f1 donna del bianco | d8 cavallo del bianco · g7 pedone del nero · a6 pedone del nero · e6 pedone del bianco · f5 pedone del nero · h5 donna del nero · c4 re del bianco · e4 re del nero · f4 cavallo del nero · e3 alfiere del nero · h3 cavallo del bianco · f1 donna del bianco | d8 cavallo del bianco · g7 pedone del nero · a6 pedone del nero · e6 pedone del bianco · f5 pedone del nero · h5 donna del nero · c4 re del bianco · e4 re del nero · f4 cavallo del nero · e3 alfiere del nero · h3 cavallo del bianco · f1 donna del bianco | 8 |
| 7 | d8 cavallo del bianco · g7 pedone del nero · a6 pedone del nero · e6 pedone del bianco · f5 pedone del nero · h5 donna del nero · c4 re del bianco · e4 re del nero · f4 cavallo del nero · e3 alfiere del nero · h3 cavallo del bianco · f1 donna del bianco | d8 cavallo del bianco · g7 pedone del nero · a6 pedone del nero · e6 pedone del bianco · f5 pedone del nero · h5 donna del nero · c4 re del bianco · e4 re del nero · f4 cavallo del nero · e3 alfiere del nero · h3 cavallo del bianco · f1 donna del bianco | d8 cavallo del bianco · g7 pedone del nero · a6 pedone del nero · e6 pedone del bianco · f5 pedone del nero · h5 donna del nero · c4 re del bianco · e4 re del nero · f4 cavallo del nero · e3 alfiere del nero · h3 cavallo del bianco · f1 donna del bianco | d8 cavallo del bianco · g7 pedone del nero · a6 pedone del nero · e6 pedone del bianco · f5 pedone del nero · h5 donna del nero · c4 re del bianco · e4 re del nero · f4 cavallo del nero · e3 alfiere del nero · h3 cavallo del bianco · f1 donna del bianco | d8 cavallo del bianco · g7 pedone del nero · a6 pedone del nero · e6 pedone del bianco · f5 pedone del nero · h5 donna del nero · c4 re del bianco · e4 re del nero · f4 cavallo del nero · e3 alfiere del nero · h3 cavallo del bianco · f1 donna del bianco | d8 cavallo del bianco · g7 pedone del nero · a6 pedone del nero · e6 pedone del bianco · f5 pedone del nero · h5 donna del nero · c4 re del bianco · e4 re del nero · f4 cavallo del nero · e3 alfiere del nero · h3 cavallo del bianco · f1 donna del bianco | d8 cavallo del bianco · g7 pedone del nero · a6 pedone del nero · e6 pedone del bianco · f5 pedone del nero · h5 donna del nero · c4 re del bianco · e4 re del nero · f4 cavallo del nero · e3 alfiere del nero · h3 cavallo del bianco · f1 donna del bianco | d8 cavallo del bianco · g7 pedone del nero · a6 pedone del nero · e6 pedone del bianco · f5 pedone del nero · h5 donna del nero · c4 re del bianco · e4 re del nero · f4 cavallo del nero · e3 alfiere del nero · h3 cavallo del bianco · f1 donna del bianco | 7 |
| 6 | d8 cavallo del bianco · g7 pedone del nero · a6 pedone del nero · e6 pedone del bianco · f5 pedone del nero · h5 donna del nero · c4 re del bianco · e4 re del nero · f4 cavallo del nero · e3 alfiere del nero · h3 cavallo del bianco · f1 donna del bianco | d8 cavallo del bianco · g7 pedone del nero · a6 pedone del nero · e6 pedone del bianco · f5 pedone del nero · h5 donna del nero · c4 re del bianco · e4 re del nero · f4 cavallo del nero · e3 alfiere del nero · h3 cavallo del bianco · f1 donna del bianco | d8 cavallo del bianco · g7 pedone del nero · a6 pedone del nero · e6 pedone del bianco · f5 pedone del nero · h5 donna del nero · c4 re del bianco · e4 re del nero · f4 cavallo del nero · e3 alfiere del nero · h3 cavallo del bianco · f1 donna del bianco | d8 cavallo del bianco · g7 pedone del nero · a6 pedone del nero · e6 pedone del bianco · f5 pedone del nero · h5 donna del nero · c4 re del bianco · e4 re del nero · f4 cavallo del nero · e3 alfiere del nero · h3 cavallo del bianco · f1 donna del bianco | d8 cavallo del bianco · g7 pedone del nero · a6 pedone del nero · e6 pedone del bianco · f5 pedone del nero · h5 donna del nero · c4 re del bianco · e4 re del nero · f4 cavallo del nero · e3 alfiere del nero · h3 cavallo del bianco · f1 donna del bianco | d8 cavallo del bianco · g7 pedone del nero · a6 pedone del nero · e6 pedone del bianco · f5 pedone del nero · h5 donna del nero · c4 re del bianco · e4 re del nero · f4 cavallo del nero · e3 alfiere del nero · h3 cavallo del bianco · f1 donna del bianco | d8 cavallo del bianco · g7 pedone del nero · a6 pedone del nero · e6 pedone del bianco · f5 pedone del nero · h5 donna del nero · c4 re del bianco · e4 re del nero · f4 cavallo del nero · e3 alfiere del nero · h3 cavallo del bianco · f1 donna del bianco | d8 cavallo del bianco · g7 pedone del nero · a6 pedone del nero · e6 pedone del bianco · f5 pedone del nero · h5 donna del nero · c4 re del bianco · e4 re del nero · f4 cavallo del nero · e3 alfiere del nero · h3 cavallo del bianco · f1 donna del bianco | 6 |
| 5 | d8 cavallo del bianco · g7 pedone del nero · a6 pedone del nero · e6 pedone del bianco · f5 pedone del nero · h5 donna del nero · c4 re del bianco · e4 re del nero · f4 cavallo del nero · e3 alfiere del nero · h3 cavallo del bianco · f1 donna del bianco | d8 cavallo del bianco · g7 pedone del nero · a6 pedone del nero · e6 pedone del bianco · f5 pedone del nero · h5 donna del nero · c4 re del bianco · e4 re del nero · f4 cavallo del nero · e3 alfiere del nero · h3 cavallo del bianco · f1 donna del bianco | d8 cavallo del bianco · g7 pedone del nero · a6 pedone del nero · e6 pedone del bianco · f5 pedone del nero · h5 donna del nero · c4 re del bianco · e4 re del nero · f4 cavallo del nero · e3 alfiere del nero · h3 cavallo del bianco · f1 donna del bianco | d8 cavallo del bianco · g7 pedone del nero · a6 pedone del nero · e6 pedone del bianco · f5 pedone del nero · h5 donna del nero · c4 re del bianco · e4 re del nero · f4 cavallo del nero · e3 alfiere del nero · h3 cavallo del bianco · f1 donna del bianco | d8 cavallo del bianco · g7 pedone del nero · a6 pedone del nero · e6 pedone del bianco · f5 pedone del nero · h5 donna del nero · c4 re del bianco · e4 re del nero · f4 cavallo del nero · e3 alfiere del nero · h3 cavallo del bianco · f1 donna del bianco | d8 cavallo del bianco · g7 pedone del nero · a6 pedone del nero · e6 pedone del bianco · f5 pedone del nero · h5 donna del nero · c4 re del bianco · e4 re del nero · f4 cavallo del nero · e3 alfiere del nero · h3 cavallo del bianco · f1 donna del bianco | d8 cavallo del bianco · g7 pedone del nero · a6 pedone del nero · e6 pedone del bianco · f5 pedone del nero · h5 donna del nero · c4 re del bianco · e4 re del nero · f4 cavallo del nero · e3 alfiere del nero · h3 cavallo del bianco · f1 donna del bianco | d8 cavallo del bianco · g7 pedone del nero · a6 pedone del nero · e6 pedone del bianco · f5 pedone del nero · h5 donna del nero · c4 re del bianco · e4 re del nero · f4 cavallo del nero · e3 alfiere del nero · h3 cavallo del bianco · f1 donna del bianco | 5 |
| 4 | d8 cavallo del bianco · g7 pedone del nero · a6 pedone del nero · e6 pedone del bianco · f5 pedone del nero · h5 donna del nero · c4 re del bianco · e4 re del nero · f4 cavallo del nero · e3 alfiere del nero · h3 cavallo del bianco · f1 donna del bianco | d8 cavallo del bianco · g7 pedone del nero · a6 pedone del nero · e6 pedone del bianco · f5 pedone del nero · h5 donna del nero · c4 re del bianco · e4 re del nero · f4 cavallo del nero · e3 alfiere del nero · h3 cavallo del bianco · f1 donna del bianco | d8 cavallo del bianco · g7 pedone del nero · a6 pedone del nero · e6 pedone del bianco · f5 pedone del nero · h5 donna del nero · c4 re del bianco · e4 re del nero · f4 cavallo del nero · e3 alfiere del nero · h3 cavallo del bianco · f1 donna del bianco | d8 cavallo del bianco · g7 pedone del nero · a6 pedone del nero · e6 pedone del bianco · f5 pedone del nero · h5 donna del nero · c4 re del bianco · e4 re del nero · f4 cavallo del nero · e3 alfiere del nero · h3 cavallo del bianco · f1 donna del bianco | d8 cavallo del bianco · g7 pedone del nero · a6 pedone del nero · e6 pedone del bianco · f5 pedone del nero · h5 donna del nero · c4 re del bianco · e4 re del nero · f4 cavallo del nero · e3 alfiere del nero · h3 cavallo del bianco · f1 donna del bianco | d8 cavallo del bianco · g7 pedone del nero · a6 pedone del nero · e6 pedone del bianco · f5 pedone del nero · h5 donna del nero · c4 re del bianco · e4 re del nero · f4 cavallo del nero · e3 alfiere del nero · h3 cavallo del bianco · f1 donna del bianco | d8 cavallo del bianco · g7 pedone del nero · a6 pedone del nero · e6 pedone del bianco · f5 pedone del nero · h5 donna del nero · c4 re del bianco · e4 re del nero · f4 cavallo del nero · e3 alfiere del nero · h3 cavallo del bianco · f1 donna del bianco | d8 cavallo del bianco · g7 pedone del nero · a6 pedone del nero · e6 pedone del bianco · f5 pedone del nero · h5 donna del nero · c4 re del bianco · e4 re del nero · f4 cavallo del nero · e3 alfiere del nero · h3 cavallo del bianco · f1 donna del bianco | 4 |
| 3 | d8 cavallo del bianco · g7 pedone del nero · a6 pedone del nero · e6 pedone del bianco · f5 pedone del nero · h5 donna del nero · c4 re del bianco · e4 re del nero · f4 cavallo del nero · e3 alfiere del nero · h3 cavallo del bianco · f1 donna del bianco | d8 cavallo del bianco · g7 pedone del nero · a6 pedone del nero · e6 pedone del bianco · f5 pedone del nero · h5 donna del nero · c4 re del bianco · e4 re del nero · f4 cavallo del nero · e3 alfiere del nero · h3 cavallo del bianco · f1 donna del bianco | d8 cavallo del bianco · g7 pedone del nero · a6 pedone del nero · e6 pedone del bianco · f5 pedone del nero · h5 donna del nero · c4 re del bianco · e4 re del nero · f4 cavallo del nero · e3 alfiere del nero · h3 cavallo del bianco · f1 donna del bianco | d8 cavallo del bianco · g7 pedone del nero · a6 pedone del nero · e6 pedone del bianco · f5 pedone del nero · h5 donna del nero · c4 re del bianco · e4 re del nero · f4 cavallo del nero · e3 alfiere del nero · h3 cavallo del bianco · f1 donna del bianco | d8 cavallo del bianco · g7 pedone del nero · a6 pedone del nero · e6 pedone del bianco · f5 pedone del nero · h5 donna del nero · c4 re del bianco · e4 re del nero · f4 cavallo del nero · e3 alfiere del nero · h3 cavallo del bianco · f1 donna del bianco | d8 cavallo del bianco · g7 pedone del nero · a6 pedone del nero · e6 pedone del bianco · f5 pedone del nero · h5 donna del nero · c4 re del bianco · e4 re del nero · f4 cavallo del nero · e3 alfiere del nero · h3 cavallo del bianco · f1 donna del bianco | d8 cavallo del bianco · g7 pedone del nero · a6 pedone del nero · e6 pedone del bianco · f5 pedone del nero · h5 donna del nero · c4 re del bianco · e4 re del nero · f4 cavallo del nero · e3 alfiere del nero · h3 cavallo del bianco · f1 donna del bianco | d8 cavallo del bianco · g7 pedone del nero · a6 pedone del nero · e6 pedone del bianco · f5 pedone del nero · h5 donna del nero · c4 re del bianco · e4 re del nero · f4 cavallo del nero · e3 alfiere del nero · h3 cavallo del bianco · f1 donna del bianco | 3 |
| 2 | d8 cavallo del bianco · g7 pedone del nero · a6 pedone del nero · e6 pedone del bianco · f5 pedone del nero · h5 donna del nero · c4 re del bianco · e4 re del nero · f4 cavallo del nero · e3 alfiere del nero · h3 cavallo del bianco · f1 donna del bianco | d8 cavallo del bianco · g7 pedone del nero · a6 pedone del nero · e6 pedone del bianco · f5 pedone del nero · h5 donna del nero · c4 re del bianco · e4 re del nero · f4 cavallo del nero · e3 alfiere del nero · h3 cavallo del bianco · f1 donna del bianco | d8 cavallo del bianco · g7 pedone del nero · a6 pedone del nero · e6 pedone del bianco · f5 pedone del nero · h5 donna del nero · c4 re del bianco · e4 re del nero · f4 cavallo del nero · e3 alfiere del nero · h3 cavallo del bianco · f1 donna del bianco | d8 cavallo del bianco · g7 pedone del nero · a6 pedone del nero · e6 pedone del bianco · f5 pedone del nero · h5 donna del nero · c4 re del bianco · e4 re del nero · f4 cavallo del nero · e3 alfiere del nero · h3 cavallo del bianco · f1 donna del bianco | d8 cavallo del bianco · g7 pedone del nero · a6 pedone del nero · e6 pedone del bianco · f5 pedone del nero · h5 donna del nero · c4 re del bianco · e4 re del nero · f4 cavallo del nero · e3 alfiere del nero · h3 cavallo del bianco · f1 donna del bianco | d8 cavallo del bianco · g7 pedone del nero · a6 pedone del nero · e6 pedone del bianco · f5 pedone del nero · h5 donna del nero · c4 re del bianco · e4 re del nero · f4 cavallo del nero · e3 alfiere del nero · h3 cavallo del bianco · f1 donna del bianco | d8 cavallo del bianco · g7 pedone del nero · a6 pedone del nero · e6 pedone del bianco · f5 pedone del nero · h5 donna del nero · c4 re del bianco · e4 re del nero · f4 cavallo del nero · e3 alfiere del nero · h3 cavallo del bianco · f1 donna del bianco | d8 cavallo del bianco · g7 pedone del nero · a6 pedone del nero · e6 pedone del bianco · f5 pedone del nero · h5 donna del nero · c4 re del bianco · e4 re del nero · f4 cavallo del nero · e3 alfiere del nero · h3 cavallo del bianco · f1 donna del bianco | 2 |
| 1 | d8 cavallo del bianco · g7 pedone del nero · a6 pedone del nero · e6 pedone del bianco · f5 pedone del nero · h5 donna del nero · c4 re del bianco · e4 re del nero · f4 cavallo del nero · e3 alfiere del nero · h3 cavallo del bianco · f1 donna del bianco | d8 cavallo del bianco · g7 pedone del nero · a6 pedone del nero · e6 pedone del bianco · f5 pedone del nero · h5 donna del nero · c4 re del bianco · e4 re del nero · f4 cavallo del nero · e3 alfiere del nero · h3 cavallo del bianco · f1 donna del bianco | d8 cavallo del bianco · g7 pedone del nero · a6 pedone del nero · e6 pedone del bianco · f5 pedone del nero · h5 donna del nero · c4 re del bianco · e4 re del nero · f4 cavallo del nero · e3 alfiere del nero · h3 cavallo del bianco · f1 donna del bianco | d8 cavallo del bianco · g7 pedone del nero · a6 pedone del nero · e6 pedone del bianco · f5 pedone del nero · h5 donna del nero · c4 re del bianco · e4 re del nero · f4 cavallo del nero · e3 alfiere del nero · h3 cavallo del bianco · f1 donna del bianco | d8 cavallo del bianco · g7 pedone del nero · a6 pedone del nero · e6 pedone del bianco · f5 pedone del nero · h5 donna del nero · c4 re del bianco · e4 re del nero · f4 cavallo del nero · e3 alfiere del nero · h3 cavallo del bianco · f1 donna del bianco | d8 cavallo del bianco · g7 pedone del nero · a6 pedone del nero · e6 pedone del bianco · f5 pedone del nero · h5 donna del nero · c4 re del bianco · e4 re del nero · f4 cavallo del nero · e3 alfiere del nero · h3 cavallo del bianco · f1 donna del bianco | d8 cavallo del bianco · g7 pedone del nero · a6 pedone del nero · e6 pedone del bianco · f5 pedone del nero · h5 donna del nero · c4 re del bianco · e4 re del nero · f4 cavallo del nero · e3 alfiere del nero · h3 cavallo del bianco · f1 donna del bianco | d8 cavallo del bianco · g7 pedone del nero · a6 pedone del nero · e6 pedone del bianco · f5 pedone del nero · h5 donna del nero · c4 re del bianco · e4 re del nero · f4 cavallo del nero · e3 alfiere del nero · h3 cavallo del bianco · f1 donna del bianco | 1 |
|   | a | b | c | d | e | f | g | h |   |

Soluzione:
1. Dh1+  (1. Cxf4? ...De8!) 

1. ...Re5  2. Da1+  Re4 

  (2... Rd6 3. Da3+ Rc7 4. De7+ Rb6 5. Db7+ Ra5 6. Db4#) 

3. Cg5+!  Dxg5  4. Cf7!  Dh4!